# Olympische Sommerspiele 2020/Teilnehmer (Guatemala)
| Gelbes Symbol für Goldmedaillen mit stilisierten Olympischen Ringen | Graues Symbol für Silbermedaillen mit stilisierten Olympischen Ringen | Braundes Symbol für Bronzemedaillen mit stilisierten Olympischen Ringen |
| ------------------------------------------------------------------- | --------------------------------------------------------------------- | ----------------------------------------------------------------------- |
| —                                                                   | —                                                                     | —                                                                       |

Guatemala nahm an den Olympischen Spielen 2020 in Tokio mit 24 Sportlern in zehn Sportarten teil. Es war die insgesamt 15. Teilnahme an Olympischen Sommerspielen.

## Teilnehmer nach Sportarten

### Badminton
| Athleten        | Wettbewerb | Gruppenphase | Gruppenphase       | Gruppenphase | Gruppenphase | Achtelfinale  | Achtelfinale             | Viertelfinale | Viertelfinale      | Halbfinale    | Halbfinale         | Finale        | Finale             | Rang          |
| Athleten        | Wettbewerb | Gegner       | Ergebnis           | Punkte       | Rang         | Gegner        | Ergebnis                 | Gegner        | Ergebnis           | Gegner        | Ergebnis           | Gegner        | Ergebnis           | Rang          |
| --------------- | ---------- | ------------ | ------------------ | ------------ | ------------ | ------------- | ------------------------ | ------------- | ------------------ | ------------- | ------------------ | ------------- | ------------------ | ------------- |
| Frauen          |            |              |                    |              |              |               |                          |               |                    |               |                    |               |                    |               |
| Nikte Sotomayor | Einzel     | M. Li        | 0:2 (8:21, 9:21)   | 48:84        | 3            | ausgeschieden | ausgeschieden            | ausgeschieden | ausgeschieden      | ausgeschieden | ausgeschieden      | ausgeschieden | ausgeschieden      | ausgeschieden |
| Nikte Sotomayor | Einzel     | M. Repiská   | 0:2 (19:21, 12:21) | 48:84        | 3            | ausgeschieden | ausgeschieden            | ausgeschieden | ausgeschieden      | ausgeschieden | ausgeschieden      | ausgeschieden | ausgeschieden      | ausgeschieden |
| Männer          |            |              |                    |              |              |               |                          |               |                    |               |                    |               |                    |               |
| Kevin Cordón    | Einzel     | L. Muñoz     | 2:0 (21:14, 21:12) | 85:59        | 1            | M. Caljouw    | 2:1 (21:17, 3:21, 21:19) | Heo K.-h.     | 2:0 (21:13, 21:18) | V. Axelsen    | 0:2 (18:21, 11:21) | A. Ginting    | 0:2 (11:21, 13:21) | 4             |
| Kevin Cordón    | Einzel     | Ng K. L.     | 2:0 (22:20, 21:13) | 85:59        | 1            | M. Caljouw    | 2:1 (21:17, 3:21, 21:19) | Heo K.-h.     | 2:0 (21:13, 21:18) | V. Axelsen    | 0:2 (18:21, 11:21) | A. Ginting    | 0:2 (11:21, 13:21) | 4             |

### Gewichtheben
| Athleten                 | Wettbewerb                    | Reißen  | Reißen | Stoßen  | Stoßen | Zweikampf | Zweikampf | Rang |
| Athleten                 | Wettbewerb                    | Gewicht | Rang   | Gewicht | Rang   | Gewicht   | Rang      | Rang |
| ------------------------ | ----------------------------- | ------- | ------ | ------- | ------ | --------- | --------- | ---- |
| Frauen                   |                               |         |        |         |        |           |           |      |
| Scarleth Ucelo Marroquin | Superschwergewicht über 87 kg | 85 kg   | 13     | 122 kg  | 12     | 207 kg    | 12        | 12   |

### Judo
| Athleten   | Wettbewerb | 1. Runde   | 1. Runde | 2. Runde | 2. Runde | Achtelfinale  | Achtelfinale  | Viertelfinale | Viertelfinale | Halbfinale / Trostrunde | Halbfinale / Trostrunde | Finale / Platz 3 | Finale / Platz 3 | Rang |
| Athleten   | Wettbewerb | Gegner     | Ergebnis | Gegner   | Ergebnis | Gegner        | Ergebnis      | Gegner        | Ergebnis      | Gegner                  | Ergebnis                | Gegner           | Ergebnis         | Rang |
| ---------- | ---------- | ---------- | -------- | -------- | -------- | ------------- | ------------- | ------------- | ------------- | ----------------------- | ----------------------- | ---------------- | ---------------- | ---- |
| Männer     |            |            |          |          |          |               |               |               |               |                         |                         |                  |                  |      |
| José Ramos | bis 60 kg  | A. Lessjuk | 0s1:10   | —        | —        | ausgeschieden | ausgeschieden | ausgeschieden | ausgeschieden | ausgeschieden           | ausgeschieden           | ausgeschieden    | ausgeschieden    | 17   |

### Leichtathletik
Laufen und Gehen 
| Athleten                | Wettbewerb  | Runde 1      | Runde 1 | Halbfinale | Halbfinale | Finale       | Finale | Rang |
| Athleten                | Wettbewerb  | Zeit         | Rang    | Zeit       | Rang       | Zeit         | Rang   | Rang |
| ----------------------- | ----------- | ------------ | ------- | ---------- | ---------- | ------------ | ------ | ---- |
| Frauen                  |             |              |         |            |            |              |        |      |
| Mayra Herrera           | 20 km Gehen | —            | —       | —          | —          | 1:44:30 h    | 50     | 50   |
| Mirna Ortiz             | 20 km Gehen | —            | —       | —          | —          | 1:40:23 h    | 44     | 44   |
| Männer                  |             |              |         |            |            |              |        |      |
| Luis Grijalva           | 5000 m      | 13:34,11 min | 10      | —          | —          | 13:10,09 min | 12     | 12   |
| José Alejandro Barrondo | 20 km Gehen | —            | —       | —          | —          | 1:26:55 h    | 30     | 30   |
| José Oswaldo Calel      | 20 km Gehen | —            | —       | —          | —          | DSQ          | DSQ    | DSQ  |
| José Ortiz              | 20 km Gehen | —            | —       | —          | —          | 1:28:57 h    | 40     | 40   |
| Bernardo Barrondo       | 50 km Gehen | —            | —       | —          | —          | 4:08:34 h    | 34     | 34   |
| Érick Barrondo          | 50 km Gehen | —            | —       | —          | —          | DSQ          | DSQ    | DSQ  |
| Luis Ángel Sánchez      | 50 km Gehen | —            | —       | —          | —          | DNF          | DNF    | DNF  |

### Moderner Fünfkampf
| Athleten          | Fechten | Fechten | Schwimmen   | Schwimmen | Reiten   | Reiten | Combined     | Combined | Punkte | Rang |
| Athleten          | Bilanz  | Punkte  | Zeit        | Punkte    | Zeit     | Punkte | Zeit         | Punkte   | Punkte | Rang |
| ----------------- | ------- | ------- | ----------- | --------- | -------- | ------ | ------------ | -------- | ------ | ---- |
| Männer            |         |         |             |           |          |        |              |          |        |      |
| Charles Fernández | 13+1    | 179     | 1:58,16 min | 314       | 137,04 s | 219    | 11:06,56 min | 634      | 1346   | 27   |

### Radsport

#### Straße
| Athleten     | Wettbewerb    | Zeit | Rang |
| ------------ | ------------- | ---- | ---- |
| Männer       |               |      |      |
| Manuel Rodas | Straßenrennen | DNF  | –    |

### Rudern
| Athleten                       | Wettbewerb                  | Vorlauf     | Vorlauf | Vorlauf       | Hoffnungslauf | Hoffnungslauf | Hoffnungslauf | Halbfinale | Halbfinale | Halbfinale    | Finale      | Finale | Rang |
| Athleten                       | Wettbewerb                  | Zeit        | Platz   | Qualifikation | Zeit          | Platz         | Qualifikation | Zeit       | Platz      | Qualifikation | Zeit        | Platz  | Rang |
| ------------------------------ | --------------------------- | ----------- | ------- | ------------- | ------------- | ------------- | ------------- | ---------- | ---------- | ------------- | ----------- | ------ | ---- |
| Frauen                         |                             |             |         |               |               |               |               |            |            |               |             |        |      |
| Yulissa López Jenniffer Zúñiga | Leichtgewichts-Doppelzweier | 7:53,35 min | 6       | Hoffnungslauf | 8:13,27 min   | 6             | Finale C      | –          | –          | –             | 7:27,51 min | 6      | 18   |

### Schießen
| Athleten         | Wettbewerb | Qualifikation   | Qualifikation | Finale          | Finale        | Ringe/ Scheiben | Rang |
| Athleten         | Wettbewerb | Ringe/ Scheiben | Rang          | Ringe/ Scheiben | Rang          | Ringe/ Scheiben | Rang |
| ---------------- | ---------- | --------------- | ------------- | --------------- | ------------- | --------------- | ---- |
| Frauen           |            |                 |               |                 |               |                 |      |
| Adriana Ruano    | Trap       | 110             | 26            | ausgeschieden   | ausgeschieden | 110             | 26   |
| Ana Waleska Soto | Trap       | 113             | 23            | ausgeschieden   | ausgeschieden | 113             | 23   |
| Männer           |            |                 |               |                 |               |                 |      |
| Juan Schaeffer   | Skeet      | 107             | 30            | ausgeschieden   | ausgeschieden | 107             | 30   |

### Schwimmen
| Athleten        | Wettbewerb          | Vorlauf     | Vorlauf | Halbfinale    | Halbfinale    | Finale        | Finale        | Rang |
| Athleten        | Wettbewerb          | Zeit        | Rang    | Zeit          | Rang          | Zeit          | Rang          | Rang |
| --------------- | ------------------- | ----------- | ------- | ------------- | ------------- | ------------- | ------------- | ---- |
| Frauen          |                     |             |         |               |               |               |               |      |
| Gabriela Santis | 200 m Freistil      | 2:07,24 min | 27      | ausgeschieden | ausgeschieden | ausgeschieden | ausgeschieden | 27   |
| Männer          |                     |             |         |               |               |               |               |      |
| Luis Martínez   | 100 m Schmetterling | 51,29 s     | 7       | 51,30 s       | 8             | 51,09 s       | 7             | 7    |

### Segeln
| Athleten            | Wettbewerb   | Qualifikation | Qualifikation | Medal Race    | Medal Race    | Punkte | Rang |
| Athleten            | Wettbewerb   | Punkte        | Rang          | Punkte        | Rang          | Punkte | Rang |
| ------------------- | ------------ | ------------- | ------------- | ------------- | ------------- | ------ | ---- |
| Frauen              |              |               |               |               |               |        |      |
| Isabella Maegli     | Laser Radial | 218           | 29            | ausgeschieden | ausgeschieden | 218    | 29   |
| Männer              |              |               |               |               |               |        |      |
| Juan Ignacio Maegli | Laser        | 149           | 19            | ausgeschieden | ausgeschieden | 149    | 19   |